# Peter Johansson Brenner
Peter Johansson Brenner, ibland Petter Brenner eller Petrus Johannis Brenner, född 1677 i Finland och död 4 juli 1720 i Stockholm, var en finländsk-svensk präst och politisk äventyrare.
Peter Johansson Brenner var av släkten Brenner, son till kyrkoherden i Närpes socken i Österbotten Johan Brenner. Han blev fältpräst och hamnade i rysk fångenskap när staden Narva kapitulerade. Sedan tjänstgjorde han i olika lutherska församlingar i Ryssland, bland annat i Asov och Taganrog. När Riga erövrats 1711 sökte han tjänsten som kyrkoherde vid Sankt Jakobs kyrka i staden, men innan ärendet hann avgöras, flydde dock Brenner ur landet. Han hamnade som präst hos Karl XII i Turkiet. Han lyckades vinna kungens förtroende och blev dennes hovpredikant. 1712 utnämndes han till kyrkoherde i Vasa, men kunde på grund av ryssarnas ockupation av Finland inte tillträda sin tjänst där. 1 februari 1713, då kalabaliken i Bender utbröt höll han just på att förrätta gudstjänst för kungen. Senare reste han till Sverige. 
I slutet av Karl XII:s regering hade han genom angivelser av olika högt uppsatta personer råkat i onåd och uteslöts 1719 ur prästeståndet. Han begav sig då till Danmark och försökte där förhandla med ryska och danska ministrar, i syfte att kunna vinna en position. Han greps dock i Hamburg och utlämnades till Sverige och dömdes till döden som "landsförrädare och äreskändare". Kort före sin död lät han författa en bekännelse där han angav sig Med skäl som grunda sig i Sveriges antagne lag rätteligen vara dömder till döden, ett tryck som efter hans avrättning sedan spreds över landet. Brenner halshöggs vid Skanstull 4 juli 1720.